# Morro Pelado
Der Morro Pelado („Nackter Hügel“) ist der zweithöchste Berg der Azoren-Insel São Jorge. Er liegt im Gemeindegebiet von Norte Grande im Kreis Velas.
Er ist wie die gesamte Insel vulkanischen Ursprungs. Benachbarte Berge sind der Pico da Esperança (1053 m) im Südosten, der Pico Montoso (945 m) im Südwesten und der Pico Verde (953 m) im Nordwesten. Am Morro Pelado befindet sich die mit 140 m tiefste Vulkanhöhle der Azoren (Algar do Morro Pelado oder Algar do Montoso). Nur hier lebt der endemische Laufkäfer Trechus isabelae. Der Morro Pelado ist Teil des 1988 zum Erhalt der endemischen Vegetation eingerichteten Waldschutzgebiets Reserva florestal natural do Pico da Esperança.
Am 11. Dezember 1999 zerschellte ein Verkehrsflugzeug der SATA Air Açores (Flug 530M) auf dem Weg von Ponta Delgada nach Horta an der Südflanke des Morro Pelado. Die 35 Insassen der British Aerospace ATP kamen ums Leben. An der Absturzstelle erinnert heute ein Gedenkstein an die Opfer des Unglücks.
Der Morro Pelado wird vom markierten Wanderweg PR4SJO (Pico do Pedro – Pico da Esperança – Fajã do Ouvidor) passiert.